# Paulinea
Paulinea is een uitgestorven geslacht van tweekleppigen uit de  familie van de Praenuculidae.